# Karbazol
Karbazol (lat. carbo: ugljen + franc. azote: dušik) ili dibenzopirol (C6H4)2NH, je bezbojni, kristalni heterociklički spoj, netopljiv u vodi i slabo topljiv u većini organskih otapala. Karbazol se nalazi uz antracen u katranu kamenog ugljena. Služi u sintezi bojila, eksploziva, umjetnih smola te kao konzervans za gumu.

## Ljubičasti pigment 23
Ljubičasti pigment 23 ili pigment ljubičaste 23 je organski spoj koji je prisutan na tržištu (komercijalni pigment). Član je heterocikličkih spojeva iz obitelji dioksazina, ali izvedenih iz karbazola. Priprema se kondenzacijom kloranila i 3-amino-N-etilkarbazola. Ima centrosimetričnu kutnu strukturu. Dugi niz godina, struktura je pogrešno određena kao da ima "linearnu strukturu" (EC broj 228-767-9, CAS RN 6358-30-1) koja se razlikuje u smislu fuzije prstena karbazola. Ljubičasti pigment 23 pripravlja se kondenzacijom anilina s kloranilom. ref name=Ullmann>Horst Tappe, Walter Helmling, Peter Mischke, Karl Rebsamen, Uwe Reiher, Werner Russ, Ludwig Schläfer and Petra Vermehren "Reactive Dyes"in Ullmann's Encyclopedia of Industrial Chemistry 2000, Wiley-VCH, Weinheim. DOI:10.1002/14356007.a22_651 </ref>

### Organski obojeni pigmenti
Za razliku od anorganskih pigmenata, koji su poznati od davnine, organski su se pigmenti u posljednjih stotinjak godina veoma razvili, zahvaljujući velikim dostignućima kemije sintetskih materijala, te razvoju grafičke industrije i sve većoj upotrebi raznobojnog tiska. Organski su pigmenti, kao i bojila, obojene čvrste tvari, koje se prema svom sastavu ubrajaju u organske spojeve. Međutim, od bojila se bitno razlikuju po tome što su praktički netopljivi u mediju u kojemu se primjenjuju, pa se upotrebljavaju u obliku sitne suspenzije. 
U usporedbi s anorganskim pigmentima, u organskim je pigmentima šira paleta boja i veći izbor prijelaznih nijansi, veća jakost i svjetloća boje, čišći ton, izdašniji su i veće gustoće. Organski pigmenti nisu toliko postojani na povišenim temperaturama, zbog topljivosti, iako slabe, neotporni su prema organskim otapalima, a osim toga, mnogo su skuplji od anorganskih pigmenata. Njihova je pokrivna moć slabija od moći pokrivanja anorganskih pigmenata, ali su stoga prozirni (transparentni), što je njihova posebna odlika, osobito cijenjena u tiskarstvu. To se ogleda i u pregledu njihove potrošnje: 45% organskih pigmenata troši se za pripravu tiskarskih boja, 36% za pigmentiranje sredstava za ličenje, 15% za bojenje sintetskih materijala, a ostatak od 4% u različite druge svrhe. 
Za razlikovanje velikog mnoštva sintetskih organskih pigmenata od velike je pomoći njihova podjela prema oznakama navedenim u međunarodno priznatom indeksu (eng. Colour Index). Oznaka se za svaki pojedini pigment sastoji od slova i brojaka, a opisuje vrstu tvari, boju, redni broj i pripadnost nekoj od grupa kemijskih spojeva. Tako na primjer, oznaka C.I. PR 177, 65 300 označuje da je to prema Colour Index (C.I.) pigment (P) crvene (R) boje, rednog broja 177, koji pripada grupi antrakinonskih (od 58 000 do 72 999) pigmenata. 
Organski su pigmenti sintetski spojevi koji se prema svojoj kemijskoj strukturi mogu višestruko razvrstati. Obično se razlikuju dvije glavne grupe organskih pigmenata: azo pigmenti i ostali organski pigmenti. Iako je zajedničko strukturno svojstvo druge grupe što su to policiklički spojevi s kondenziranim prstenima, ta grupa organskih pigmenata obuhvaća vrlo različite organske spojeve, od kojih su najvažniji ftalocijanini, dioksazini i karbonilni policiklički spojevi.